# Jan Sprowski
Jan Sprowski (Jan ze Sprowy) herbu Odrowąż (ur. ok. 1411, zm. 14 kwietnia 1464) – arcybiskup gnieźnieński, prymas Polski 1453–1464, prepozyt kolegiaty sandomierskiej, dziekan sandomierski, protonotariusz apostolski.

## Życiorys
W 1426 zapisał się na Akademię Krakowską, a w 1431 uzyskał bakalaureat. Od 1434 pleb. w Chlewiskach. Kanonik krakowski, gnieźnieński i poznański; sekretarz królewski od 1450, od 1453 arcybiskup gnieźnieński i prymas Polski, protegowany i stronnik króla Kazimierza Jagiellończyka. 10 lutego 1454 koronował w katedrze królewskiej na Wawelu Elżbietę Rakuszankę, żonę Kazimierza Jagiellończyka na królową Polski. W 1460 ufundował kaplicę Zwiastowania, dziś pod wezwaniem Bożego Ciała w Katedrze Wniebowzięcia Najświętszej Marii Panny w Gnieźnie.
W czasie jedenastoletniego piastowania urzędu prymasa zwołał 3 synody, co stanowiło znaczącą liczbę jak na XV wiek. Pierwszy w 1456, drugi w 1457 i trzeci w 1459.